# Periheliumargument

Schematisk skiss som visar banelementen för en heliocentrisk omloppsbana. Vinkeln för periheliumargumentet är utmärkt med tecknet ω. De övriga vinklarna är medelanomalin, longituden för den uppstigande noden och inklinationen.

Periheliumargumentet är ett banelement inom celest mekanik och betecknar vinkeln i en kretsbanas plan mellan himlakroppens uppstigande nod () från centralkroppens tyngdpunkt mot punkten för dess perihelium (masscentrum). Den mäts i rörelseriktningen och betecknas ω).
Vid beräkningar av omloppsbanor runt solen mäts vinkeln mot perihelium (nylatin, av peri- och grekiska hēʹlios ’solen’). Vid mätning mot andra stjärnor sker mätningen på motsvarande sätt mot periastron (av astron, ’stjärna’). Vid mätning mot vår egen planet kallas punkten perigeum (av periʹgeios ’ ’jorden ’). På ett motsvarande sätt kallas vinkeln ω vid dessa banberäkningar periastronargument respektive perigeumargument.
Det överordnade begreppet, oavsett mot vilket objekt banan beräknas heter periapsisargument.